# 劉景寬
劉景寬 （英語：Ching-Kuan Liu，1956年～），生於高雄市，醫學博士。曾任高雄醫學大學校長，為該校第6、7任校長。曾經擔任世界神經學會（WFN）台湾代表、台灣神經學學會理事長等。

## 簡歷
劉景寬自小在高雄长大，高中就读于台北，大学考入高雄医学院。毕业后进入院属医院工作，接受医师训练并攻读硕士、博士学位，在院校任职三十多年。
2012年，劉景寬担任母校高雄医科大学的校长，提出治校理念「ILKMU」，即：「創新研發（Innovation）、法紀制度（Legislation）、知識傳承（Knowledge）、使命榮譽（Mission）、國際視野（Universality）」，結合在一起為「我愛高醫（I Love KMU）」。
2016年4月11日，高醫董事會通過「校長考核辦法」。劉景寬校長公開發表聲明，指陳該辦法將會是「斲傷董事會與校方之互信、過度干預校務之運作、越線侵犯學術尊嚴」。
2018年2月7日，镜周刊以大篇幅指控劉景寬校長個人問題。其內容隨即被斥為完全不實，高醫校方發出聲明稿以及相關資料反駁，並要求週刊更正、道歉，校友團體亦出面聲援劉景寬校長。劉景寬校長於2018年3月7日正式以加重誹謗罪提出告訴。鏡週刊自出刊後未對此事做出任何公開回應或評論。

## 學術職務
- 1981年6月-1982年5月：高雄醫學院附設中和紀念醫院實習醫師
- 1982年8月-1986年7月：高雄醫學院附設中和紀念醫院神經科住院醫師
- 1986年8月-1992年7月：高雄醫學院神經學助理教授
- 1988年1月-1990年7月：美國加州大學洛杉磯分校里德神經醫學中心神經行為學臨床指導教師
- 1989年7月-1990年6月：美國加州大學港灣醫學中心腦電圖暨臨床神經生理學醫師研究員
- 1992年8月-2000年7月：高雄醫學院神經學副教授
- 1995年4月-1995年7月：美國加州大學洛杉磯分校里德神經醫學中心訪問副教授
- 1997年8月-2002年7月：高雄醫學大學行為科學研究所所長（期间高雄医学院改大学）
- 2000年8月-2009年7月： 高雄醫學大學及附設中和紀念醫院醫學系神經學科主任
- 2000年8月至今：高雄醫學大學神經學科教授,
- 2001年8月-2004年7月：高雄醫學大學及附設中和紀念醫院人體試驗倫理委員會委員,
- 2002年8月-2006年7月：高雄醫學大學資訊處处长
- 2003年8月-2004年7月：高雄醫學大學人體試驗倫理委員會主席
- 2004年8月-2006年7月：高雄醫學大學策略聯盟召集人
- 2004年8月-2009年7月：高雄醫學大學附設中和紀念醫院人體試驗審查委員會委員
- 2004年8月至今：高雄醫學大學附設中和紀念醫院人體試驗審查委員會審查專家
- 2006年8月-2009年7月：高雄醫學大學醫學系神經學科碩士班主任
- 2006年8月-2009年7月：高雄醫學大學附設中和紀念醫院策略聯盟召集人、人體試驗審查委員會主任委員、臨床試驗管理委員會召集人、神經醫學中心主任、及副院長
- 2009年8月-2012年7月：高雄市立小港醫院院長兼檢驗部及社區醫學醫療中心主任
- 2012年6月-2015年5月：世界神經醫學协會台湾代表
- 2012年7月至2018年6月：高雄醫學大學校長

## 專業學會及社團职务
- 台灣神經學學會
  - 監事, 1995--1997, 2011--2013, 2017--迄今
  - 常務監事, 2009--2011
  - 理事長, 2007--2009
  - 常務理事, 2003--2007
  - 理事, 2001--2003
  - 甄審委員會主任委員, 2005--2007

- 世界神經醫學會(WFN)
  - 世界神經醫學會(WFN)國家代表, 2012--2015
  - 常務監事/國際委員會, 2009--2011
  - 世界神經醫學會(WFN)國家副代表, 2008--2011

- 亞洲抗失智症學會ASAD (Asian Society Against Dementia)
  - 台灣代表, 2007--2009
  - 學術委員會主席; 2007--迄今
  - 大會會長, 2008第二屆ASAD國際年會; 2008年10月17~19日,台灣高雄

- 台灣失智症協會
  - 理事, 2002--2004, 2006--2010
  - 常務理事, 2004--2006委員,
  - 國際關係及政策委員會, 2006--2008
  - 監事, 2010--2015

- 台灣臨床失智症學會
  - 理事長, 2006--2009; 2006發起成立
  - 常務監事, 2009--2012

- 台灣腦中風學會
  - 理事, 1999--2001
  - 中風中心評鑑委員會委員,2007--2009

- 台灣臨床神經生理學會
  - 理事, 2001--2004
  - 監事, 2007--2013, 2016--迄今

- 高雄市失智症協會
  - 理事長, 2006--2012; 2006發起成立
  - 常務監事, 2012--迄今

- 國家生技醫療產業策進會
  - 常務理事, --迄今

- 台灣遠距醫學學會
  - 常務理事, 2009--迄今

- 福爾摩莎醫務管理學會
  - 理事, 2006--2009

- 中華海峽兩岸醫療暨健康產業發展協會
  - 理事, 2010--2014
  - 常務理事, 2014--迄今